# Antonio Capuzzi
Giuseppe Antonio Capuzzi (aussi Capucci), né le 1er août 1755 à Breno – mort le 28 mars 1818 à Bergame, est un violoniste et compositeur italien.
Bien que populaire en son temps, l'essentiel de sa musique est maintenant oublié. La pièce la plus couramment exécutée de nos jours est son concerto pour contrebasse, trouvé au British Museum par Philip Catelinet et dédicacé au Kavalier Marcantonio Montenigo, qui l'aurait interprété sur cet instrument. Un arrangement des deuxième (andante) et troisième (rondo) mouvements de l’œuvre est aussi interprété au tuba, à l'euphonium et au trombone. Philip Catelinet a arrangé les trois mouvements du concerto pour orchestre d'harmonie et orchestre symphonique. Plusieurs des quintettes à cordes de Capuzzi sont également interprétés par des orchestres de chambre.

## Compositions

### Musique pour le théâtre
- Cefalo e Procri (livret d'Alessandro Pepoli, 1792)
- Eco e Narciso (livret d'Alessandro Pepoli, 1793)
- I bagni d'Abano, ossia La forza delle prime impressioni (comédie, livret de Antonio Simeone Sografi (it), d'après Carlo Goldoni, 1794, Venise)
- Sopra l'ingannator cade l'inganno, ovvero i due granatieri (livret de Giuseppe Maria Foppa, 1801, Venise)
- La casa da vendere (livret de Giulio Domenico Camagna, 1804, Venise)
- Varie arie
- Almeno 20 balletti (La villageoise enlevée ou Les corsaires (1797, Londres) et  Clothilde, ducchessa di Salerno (1799 ca., Vienne))

### Musique instrumentale
- Sinfonia concertante per 2 violini, corno/viola obbligato/a (vers 1790, Venise)
- Concerto per violone e orchestra
- 5 concerti per violino
- 18 quartetti per archi
- 6 quintetti per archi
- 6 divertimenti per violino e basso e altri strumenti (vers 1790, Venise)
- Concertone per vari strumenti (vers 1784, Venise; perdu)
- Sonata per violino e accompagnamento (1804-5, Vienne)

## Source
- (it) Cet article est partiellement ou en totalité issu de l’article de Wikipédia en italien intitulé « Giuseppe Antonio Capuzzi » (voir la liste des auteurs).